# シャルル・アンドレール

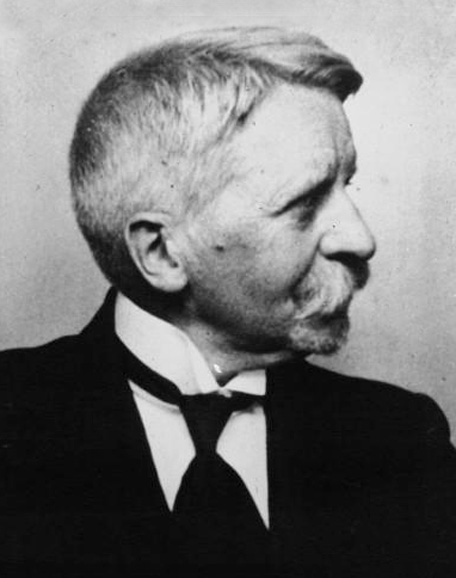
シャルル・アンドレール（1932年）

シャルル・アンドレール（Charles Philippe Théodore Andler, 1866年3月11日 - 1933年4月1日）は、フランスのドイツ文化研究者。ストラスブール生まれ。
社会主義者。コレージュ・ド・フランスのドイツ語教授。ルシアン・エールとともにフランスにおけるドイツ研究で先駆的な役割を果たした。マルクスの共産党宣言やニーチェの著作をいち早くフランスに紹介した。

## 主要著作
多数あるが、いずれも邦訳されていない。ここではアンドレールによる次の著作を挙げるにとどめる。
- La Vie de Lucien Herr（ルシアン・エールの生涯）